# Hans Krähenbühl

Hans Krähenbühl

Hans Krähenbühl (1924) was een Zwitsers politicus. Krähenbühl is lid van de Vrijzinnig Democratische Partij (FDP). Hij was lid van de Regeringsraad van het kanton Bern.
Hans Krähenbühl was van 1 juni 1984 tot 31 mei 1985 voorzitter van de Regeringsraad (dat wil zeggen regeringsleider) van het kanton Bern.